# NGC 4575
NGC 4575 (również PGC 42181) – galaktyka spiralna z poprzeczką (SBbc), znajdująca się w gwiazdozbiorze Centaura. Odkrył ją John Herschel 8 czerwca 1834 roku.